# Xenothrix mcgregori
Xenothrix mcgregori is een uitgestorven zoogdier uit de familie van de sakiachtigen (Pitheciidae). De wetenschappelijke naam van de soort werd voor het eerst geldig gepubliceerd door Williams & Koopman in 1952.

## Voorkomen
De soort kwam voor in Jamaïca.